# 1996年アトランタオリンピック
1996年アトランタオリンピック（1996ねんアトランタオリンピック）は、1996年7月19日から8月4日までの17日間、アメリカ合衆国のアトランタで開催されたオリンピック競技大会。アトランタ1996（Atlanta 1996）と呼称される。
近代オリンピック開催100周年記念大会。197の国と地域から約10,000人が参加し、26競技271種目が行われた。1986年に国際オリンピック委員会（IOC）は、1924年以来、4年に一度、同じ年に開催されてきた夏季オリンピックと冬季オリンピックの開催年を分けることを決定し、1994年冬季大会以降、偶数年に交互に開催するようになった。よって、1996年のアトランタ五輪は、冬季大会と異なる年に開催される初めての夏季オリンピックとなった。

## 大会開催までの経緯
1990年9月18日に東京・新高輪プリンスホテルで行われた第96次IOC総会で、アテネ・ベオグラード・マンチェスター・メルボルン・トロントを破り、アトランタが開催地に選ばれた。
| 都市           | 国             | 1回目 | 2回目 | 3回目 | 4回目 | 5回目 |
| -------------- | -------------- | ----- | ----- | ----- | ----- | ----- |
| アトランタ     | アメリカ合衆国 | 19    | 20    | 26    | 34    | 51    |
| アテネ         | ギリシャ       | 23    | 23    | 26    | 30    | 35    |
| トロント       | カナダ         | 14    | 17    | 18    | 22    | −     |
| メルボルン     | オーストラリア | 12    | 21    | 16    | −     | −     |
| マンチェスター | イギリス       | 11    | 5     | −     | −     | −     |
| ベオグラード   | ユーゴスラビア | 7     | −     | −     | −     | −     |

近代オリンピック百周年にあたるこの大会の開催地は、第一回大会開催地のアテネでの開催が一部では有力視されていたが、結局決選投票でアトランタに決定した。これに対して、五輪最大のスポンサーであるコカ・コーラ社の本社がアトランタにあることが決定の背景にあったのではないかという疑念の声も上がったが、実際にはアテネ以外の都市に投票した委員の票の多くが、回を追うごとにアトランタへと流れていったことがわかる。その後、アテネは7年後に行われた第106次IOC総会で2004年の夏季オリンピックの開催地に選ばれた。
大会の運営に当たるアトランタオリンピック競技大会組織委員会会長兼CEOには、後のオーガスタ・ナショナル会長であるビリー・ペインが就任した。
メイン会場の「オリンピックスタジアム」は、この大会終了後に陸上競技場から野球場に改修してアトランタ・ブレーブスの本拠地として使用する計画のもとに建築された。そのためスタジアムに敷設された屋根の形状がアリーナの形とは必ずしも一致しないという特徴があった。「オリンピックスタジアム」は改修工事の後、1997年4月に「ターナー・フィールド」として再オープンした。

## 大会マスコット
- イジー - 架空の生物。CGを使用してデザインされた。名前の由来は"What is it?"（訳：これは何でしょう?）から。当初は名前も"WHATIZIT"（ワティジット）だったが、発音しづらいことから短縮して"Izzy"（イジー）と呼ばれるようになった。

## エンブレム
- オリンピックエンブレムのモチーフは聖火トーチ。その上には、選手たちの目標となる星を、聖火の炎として描いた。下には近代五輪100周年を記念して100という数字がある。色彩には、金メダルの金や、アトランタ市の木の月桂樹の緑が用いられた[1]。

## ハイライト
大会は7月19日に開会式が行われた。

### 開会式
エンターテイメント性が色濃く打ち出された。一方で、式は長時間となった。
聖火台への聖火の点火者は秘密にされていたが、当日はパーキンソン病を患うモハメド・アリが震える手で点火し、大きな感動を呼んだ。

### 閉会式
- 閉会式の音楽を担当したマイケル・ケイメンのオファーを受け、布袋寅泰が参加。

## 競技会場
- センテニアル・オリンピックスタジアム（開閉会式、陸上競技)
- ジョージア・ドーム（体操、バスケットボール、ハンドボール）
- ジョージア工科大学（水泳競技）
- アトランタ・フルトン・カウンティ・スタジアム（野球）
- ジョージア・ワールド・コングレス・センター（フェンシング、ハンドボール、柔道、卓球、レスリング、重量挙げ）
- オムニ・コロシアム（インドアバレー）
- パンサー・スタジアム
- ハーン・スタジアム
- ジョージア州立大学スポーツ・アリーナ（バドミントン）
- フォーブス・アリーナ（バスケットボール）
- アレクサンダー・メモリアル・コロシアム（ボクシング）
- ストーン・マウンテン・パーク
- アトランタビーチ（ビーチバレー）
- ウルフ・クリーク射撃場
- ジョージア国際ホースパーク
- ラニー湖
- サンフォード・スタジアム（サッカー決勝）
- ステーゲマン・コロシアム
- ワソー・サウンド
- オコイー・ホワイトウォーター・センター
- ゴールデン・パーク
- リージョン・フィールド
- RFKスタジアム
- シトラス・ボウル
- マイアミ・オレンジボウル

## 実施競技
マイケル・ジョンソンが陸上男子200mを19秒32の世界記録（当時）で制した。また、男子400ｍでも金メダルを勝ち取り、オリンピック史上初の快挙を成し遂げた。また、カール・ルイスが男子走り幅跳びで8ｍ50で金メダル、オリンピック4連覇を達成した。

日本勢の金メダルは3個。すべて柔道であった。田村亮子は柔道決勝で北朝鮮のケー・スンヒの柔道着を左前に着けるという奇策の前に敗れ、バルセロナ大会に続き銀。また、セーリングでは女子470級で重由美子、木下アリーシア組が日本ヨット界史上初のオリンピックメダルを獲得した。自転車競技では十文字貴信が1000mタイムトライアルで銅メダルを獲得した。陸上女子マラソンでは有森裕子が前回のバルセロナオリンピックに続いてメダルを獲得した。また、男子サッカーは1次リーグでブラジルを破る（マイアミの奇跡）など2勝1敗としたが、得失点差で1次リーグ敗退となった。レスリングは、フリースタイル74kg級の太田拓弥が銅メダル。バルセロナ大会から不振が続く中、（不参加のモスクワ大会を除き）ヘルシンキ大会以降の連続メダル記録の面目は保った。
その一方で、体操は男女とも全種目でメダルを獲得できず。特にメルボルン大会以降、（不参加のモスクワ大会を除き）メダルを守ってきた男子団体は歴代ワーストの10位と惨敗。女子団体も最下位の12位に終わった。競泳も日本勢は女子4×200ｍリレーなどの4位が最高で、全種目でメダル0の壊滅的な状態となった。
※括弧内の数字は実施種目数。
- 水泳
  -  飛込（4）（詳細）
  -  競泳（32）（詳細）
  -  シンクロナイズドスイミング（1）（詳細）
  -  水球（1）（詳細）
- アーチェリー（4）（詳細）
- 陸上競技（44）（詳細）
- バドミントン（5）（詳細）
- 野球（1）（詳細）[4]
- バスケットボール（2）（詳細）
- ボクシング（12）（詳細）

- カヌー（16）（詳細）
- 自転車競技（14）（詳細）
- 馬術（6）（詳細）
- フェンシング（10）（詳細）
- ホッケー（2）（詳細）
- サッカー（2）（詳細）
- 体操（詳細）
  -  体操競技（14）
  -  新体操（2）
- ハンドボール（2）（詳細）
- 柔道（14）（詳細）

- 近代五種（1）（詳細）
- ボート（14）（詳細）
- セーリング（10）（詳細）
- 射撃（15）（詳細）
- ソフトボール（1）（詳細）
- 卓球（4）（詳細）
- テニス（4）（詳細）
- バレーボール（詳細）
  -  インドアバレー（2）
  -  ビーチバレー（2）
- ウエイトリフティング（10）（詳細）
- レスリング（20）（詳細）

## 各国・地域の獲得メダル数
| 順 | 国・地域                 | 金 | 銀 | 銅 | 計  |
| -- | ------------------------ | -- | -- | -- | --- |
| 1  | アメリカ合衆国（開催国） | 44 | 32 | 25 | 101 |
| 2  | ロシア                   | 26 | 21 | 16 | 63  |
| 3  | ドイツ                   | 20 | 18 | 27 | 65  |
| 4  | 中国                     | 16 | 22 | 12 | 50  |
| 5  | フランス                 | 15 | 7  | 15 | 37  |
| 6  | イタリア                 | 13 | 10 | 12 | 35  |
| 7  | オーストラリア           | 9  | 9  | 23 | 41  |
| 8  | キューバ                 | 9  | 8  | 8  | 25  |
| 9  | ウクライナ               | 9  | 2  | 12 | 23  |
| 10 | 韓国                     | 7  | 15 | 5  | 27  |

参考
| 順 | 国・地域 | 金 | 銀 | 銅 | 計 |
| -- | -------- | -- | -- | -- | -- |
| 23 | 日本     | 3  | 6  | 5  | 14 |

- 金メダル：男子2個、女子1個
- 銀メダル：男子3個、女子3個
- 銅メダル：男子2個、女子3個

## 公式テーマ曲
- パワー・オブ・ザ・ドリーム - セリーヌ・ディオン（※シングルCDは日本のみの発売）
- リーチ - グロリア・エステファン

## 爆破事件
大会7日目の27日午前1時20分頃（現地時間）に、オリンピック公園の屋外コンサート会場で爆破事件が発生し、2名が死亡、111名が負傷し、ミュンヘンオリンピック事件以来の大惨事となった。事件後に会場およびアトランタの周辺を走る環状高速道路が閉鎖されたものの、その時点では犯人逮捕はできなかった。
警備員であったリチャード・ジュエルがこの際、不審なバックパックを発見しており、周囲にいる人々を立ち退かせはじめていた。この行動により、ジュエルもマスメディアから英雄として讃えられた。しかし事件から数日後、メディアはそれまで持ち上げていたジュエルを一転、被疑者として報道した。これは、連邦捜査局（FBI）が爆弾の第一発見者であったジュエルを有力な容疑者とみなし、それを報道機関に漏洩したためである。
しかし連邦捜査局 (FBI) は元アメリカ陸軍兵士で爆弾に詳しいキリスト教原理主義者のエリック・ルドルフが容疑者として指名手配した。ルドルフは2003年に逮捕され、コロラド州の刑務所で仮釈放なしの終身刑で服役している。犯人扱いされたジュエルがマスコミ各社を告訴し、和解金を受け取った。
この冤罪とも言える一件は『リチャード・ジュエル』として映画化され、アメリカでは2019年に公開された。